# Camas
Camas este un municipiu în provincia Sevilia, Andaluzia, Spania cu o populație de 25.109 locuitori.

## Personalități născute aici
- Sergio Ramos (n. 1986), fotbalist.

1. ↑  Nomenclátor Geográfico de Municipios y Entidades de Población (20240402 edition)